# Aphidius myzocallidis
Aphidius myzocallidis är en stekelart som beskrevs av Mescheloff och Rosen 1990. Aphidius myzocallidis ingår i släktet Aphidius och familjen bracksteklar. Inga underarter finns listade i Catalogue of Life.